# كوفرشم هايتس (باركشير)
كوفرشم هايتس (بالإنجليزية: Caversham Heights)‏ هي قرية تقع في المملكة المتحدة في جنوب شرق إنجلترا.